# Приказ об освобождении (картина)
«Приказ об освобождении, 1746» (англ. The Order of Release, 1746) — картина Джона Эверетта Милле, выставленная в 1853 году. Эта картина иллюстрирует начало ухода Милле от высокодетального прерафаэлитизма, характерного для его ранних работ. Моделью для картины была Эффи Грей, которая позднее ушла от своего мужа к Милле.

## Сюжет
Картина изображает верную жену шотландского солдата, который был заключен под стражу после восстания якобитов, пришедшую с приказом о его освобождении. Она показана стоящей лицом к стражнику, держащей своего ребенка, в то время как муж обнимает её.
Тёмный, обобщенный фон является отходом от детализированного фона ранних работ Милле, таких как «Офелия». Однако изображение страстно любящих людей, разлучённых исторической драмой, было продолжением темы «Гугенота» и «Осуждённого роялиста».

## История создания
Во время работы над картиной Милле влюбился в Эффи, жену своего главного приверженца, критика Джона Рёскина. На эскизе картины с одной стороны изображена её голова, с другой — изображение мужчины, преклонившего колени перед женщиной в мольбе, помеченное «согласилась». Название картины заимствовал Уильям Милбурн Джеймс, назвав так книгу «Приказ об освобождении» о любовном треугольнике между Милле, Рёскином и его женой. Также называется и радиопостановка, поставленная в 1998 году. История создания картины также нашла воплощение в пьесе 2003 года «Миссис Рёскин» Кима Моррисея и в телесериале 2009 года «Отчаянные романтики».